# August Kretschmann
August Kretschmann (ur. 31 marca 1895 w Bollbitten, zm. 24 września 1943 w Warszawie) – SS-Hauptscharführer, zastępca komendanta Gęsiówki zastrzelony w ramach Akcji Główki w Warszawie przez polski ruch oporu.

## Życiorys
W okupowanej Polsce był pracownikiem referatu IV A 3c warszawskiego oddziału Gestapo oraz pełnił funkcję zastępcy komendanta obozu karnego dla Polaków przy ul. Gęsiej.
Kretschmann w obozie na ul. Gęsiej gdzie zasłynął z okrucieństwa oraz sadyzmu wobec więźniów. W 1943 roku został osądzony za dokonane zbrodnie przez polski podziemny sąd i skazany na karę śmierci. Jego nazwisko zostało umieszczone na liście największych zbrodniarzy nazistowskich w okupowanej Polsce przeznaczonych do eliminacji w ramach Akcji Główki.
Z wyroku Kierownictwa Walki Podziemnej u zbiegu ulic Dmochowskiego i Rozbrat Kretschmann został zastrzelony dnia 24 września 1943 przez członków oddziału Agat 90. Akcja w polskiej historiografii znana jest jako akcja Kretschmann.
Wyrok wykonał II pluton – pięcioosobowy oddział Agatu w składzie:
- Stanisław Jastrzębski „Kopeć” – wykonał wyrok,
- Zbigniew Dąbrowski ps. „Cyklon”,
- Żelisław Olech „Rawicz”
- Tadeusz Chojko „Bolec” – ubezpieczał akcję od ulic Szarej i Śniegockiej oraz informował Żelisława Olecha o opuszczeniu domu przez Kretschmanna,
- Tadeusz Kostrzewski „Niemira”.